# Porsgöl (Fågelfors socken, Småland)
Porsgöl är en sjö i Högsby kommun i Småland och ingår i Emåns huvudavrinningsområde.